# Pont-d’Ain
Pont-d’Ain ist eine französische Gemeinde mit 2862 Einwohnern (Stand 1. Januar 2022) im Département Ain in der Region Auvergne-Rhône-Alpes; sie gehört zum Arrondissement Nantua und zum Gemeindeverband Rives de l’Ain-Pays du Cerdon.

## Geografie
Pont-d’Ain liegt 23 Kilometer südöstlich von Bourg-en-Bresse an der Mündung des Suran in den Fluss Ain, der hier aus den Jura-Ausläufern in die flache Landschaft der Dombes eintritt.

## Bevölkerungsentwicklung
| Jahr                       | 1962 | 1968 | 1975 | 1982 | 1990 | 1999 | 2007 | 2019 |
| Einwohner                  | 1824 | 1972 | 2266 | 2224 | 2258 | 2309 | 2459 | 2924 |
| Quellen: Cassini und INSEE |      |      |      |      |      |      |      |      |

## Sehenswürdigkeiten

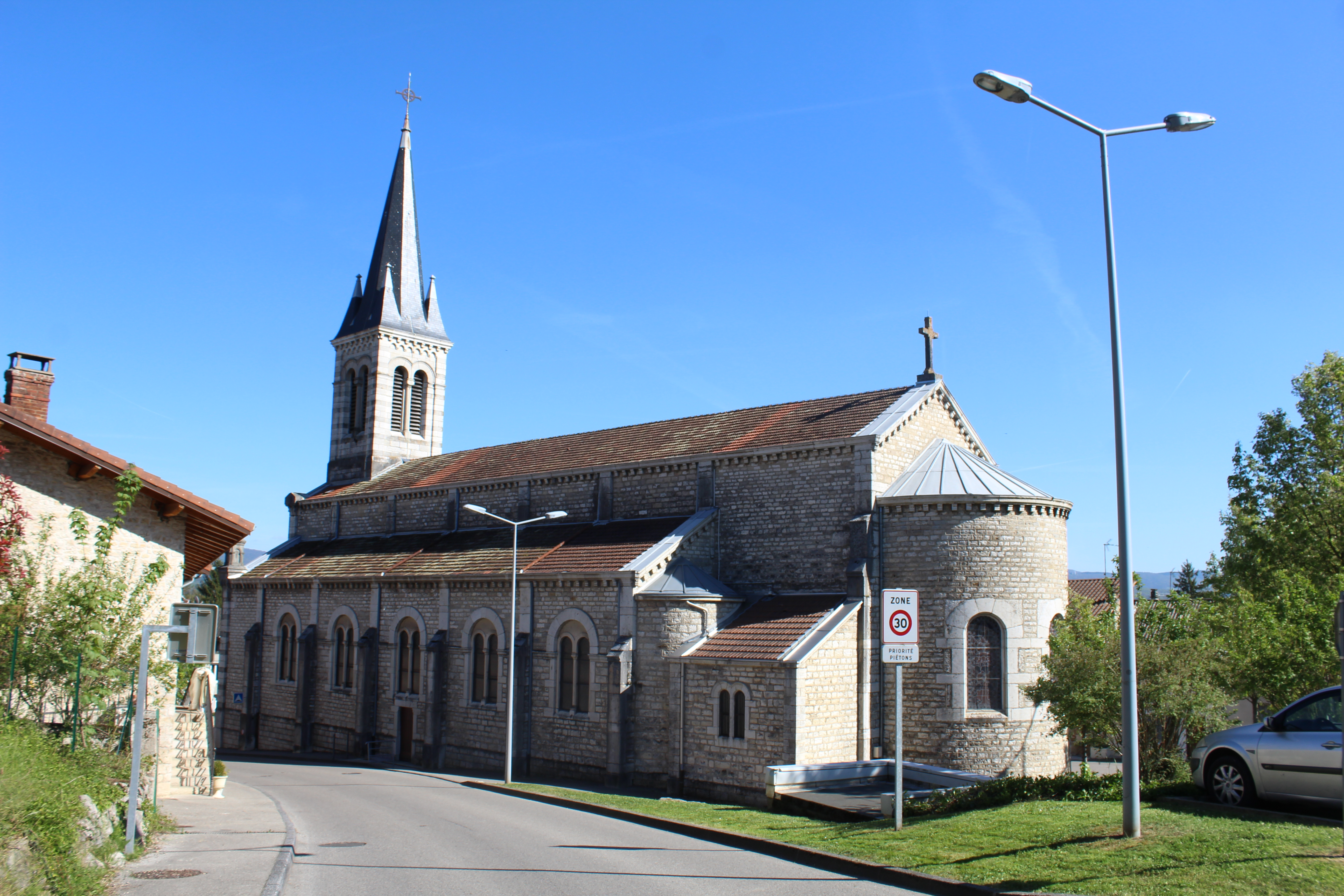
Himmelfahrtskirche
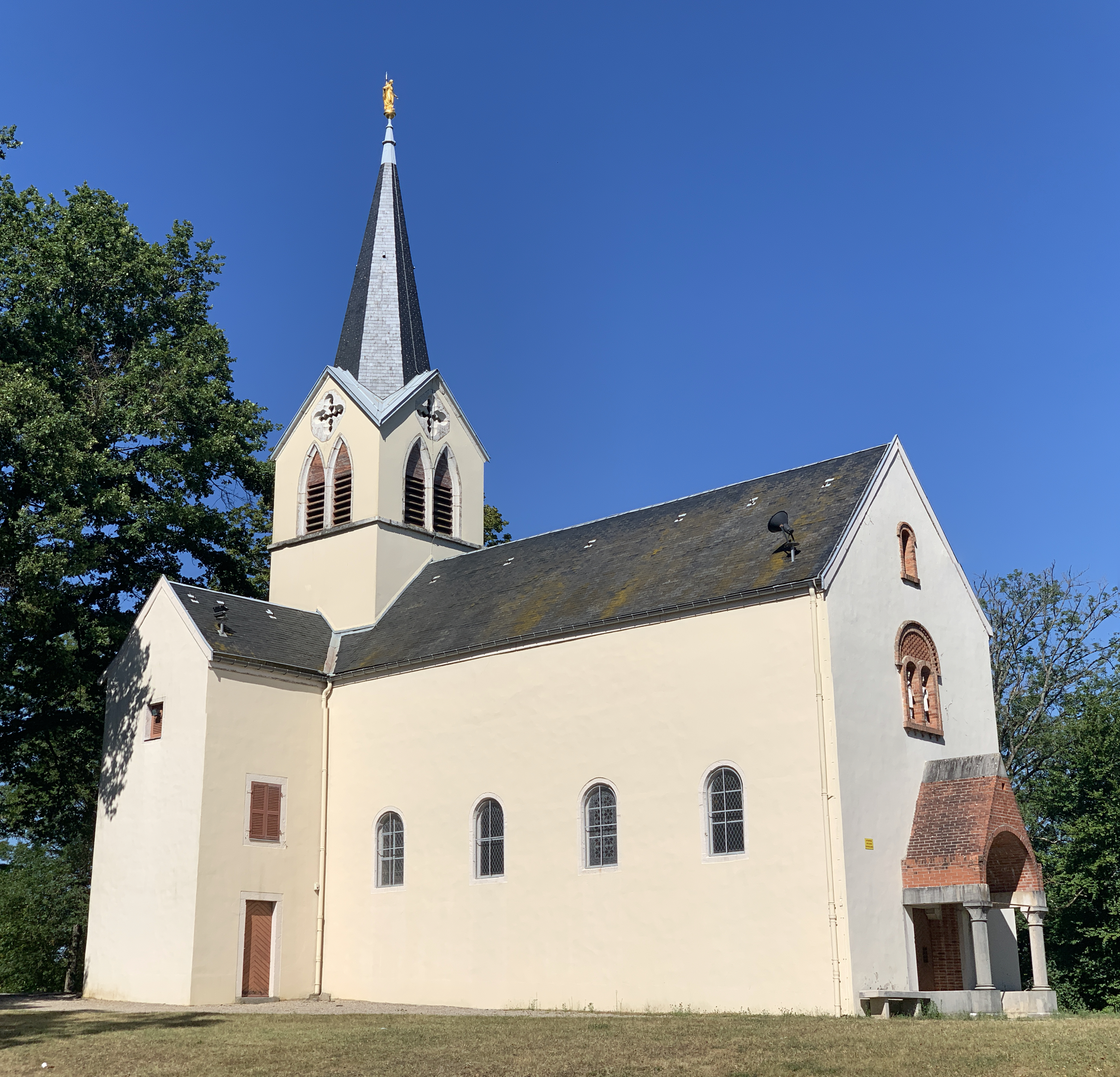
Kirche Notre-Dame-de-Grâce
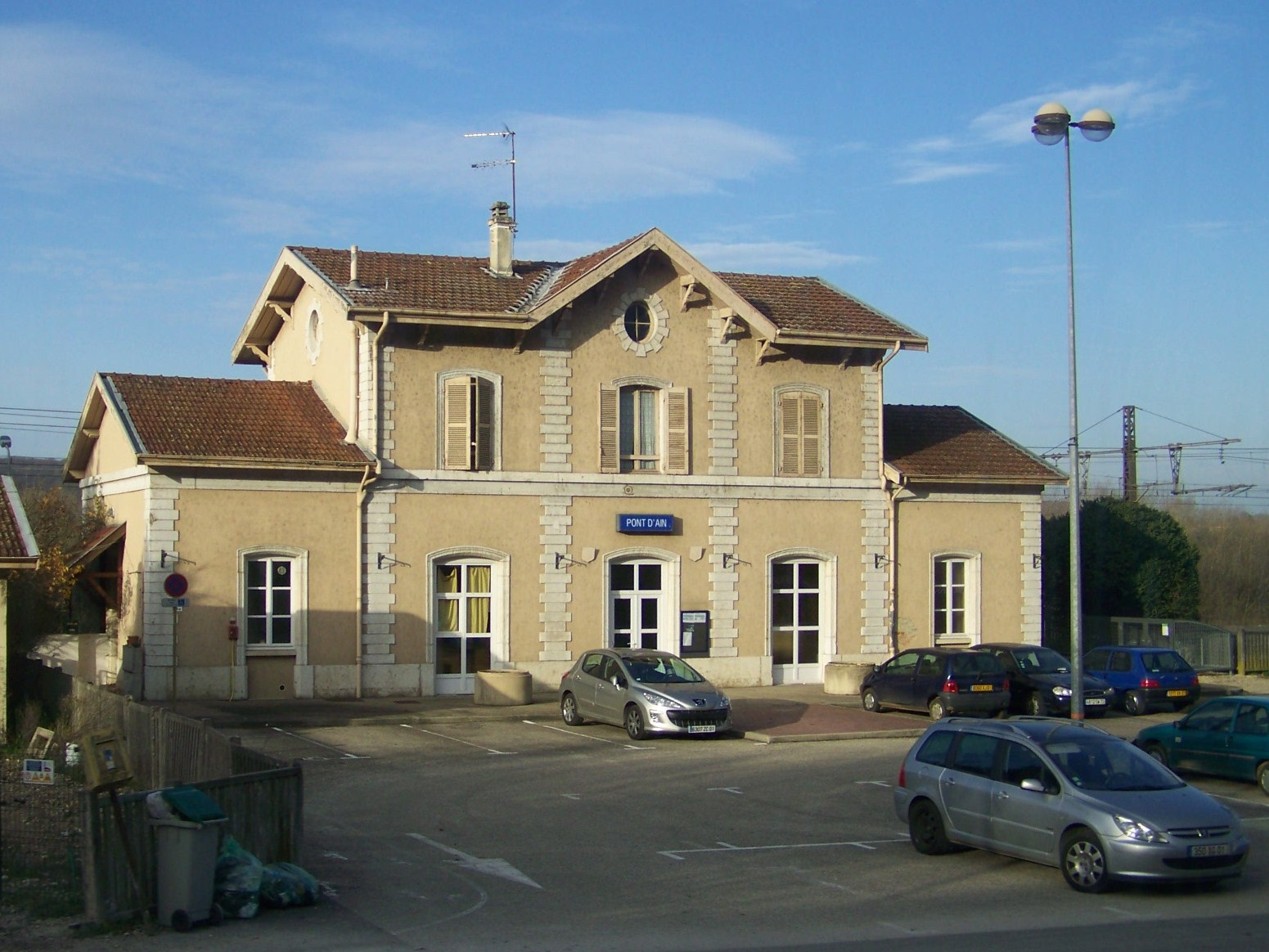
Bahnhof
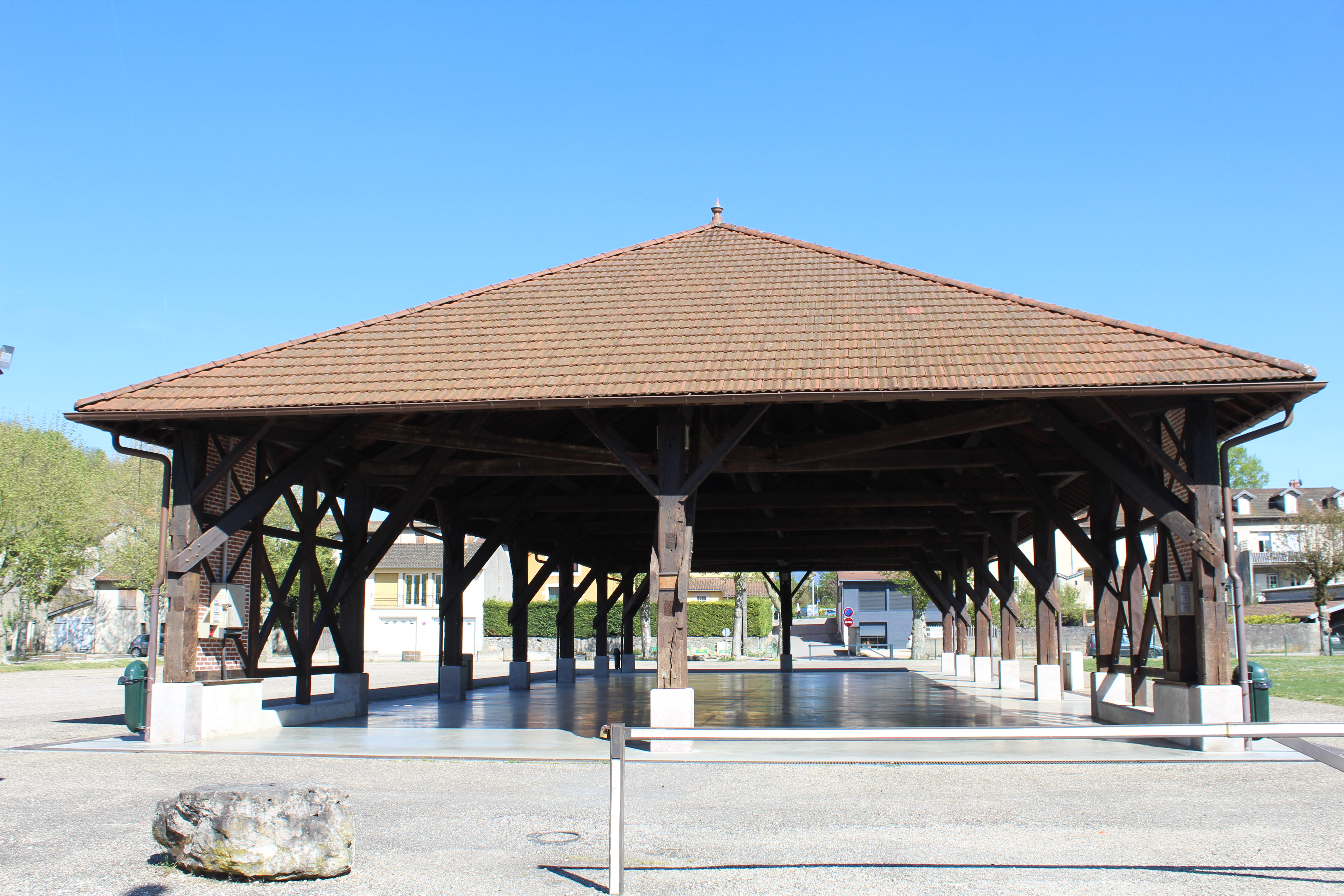
Ehemalige Markthalle
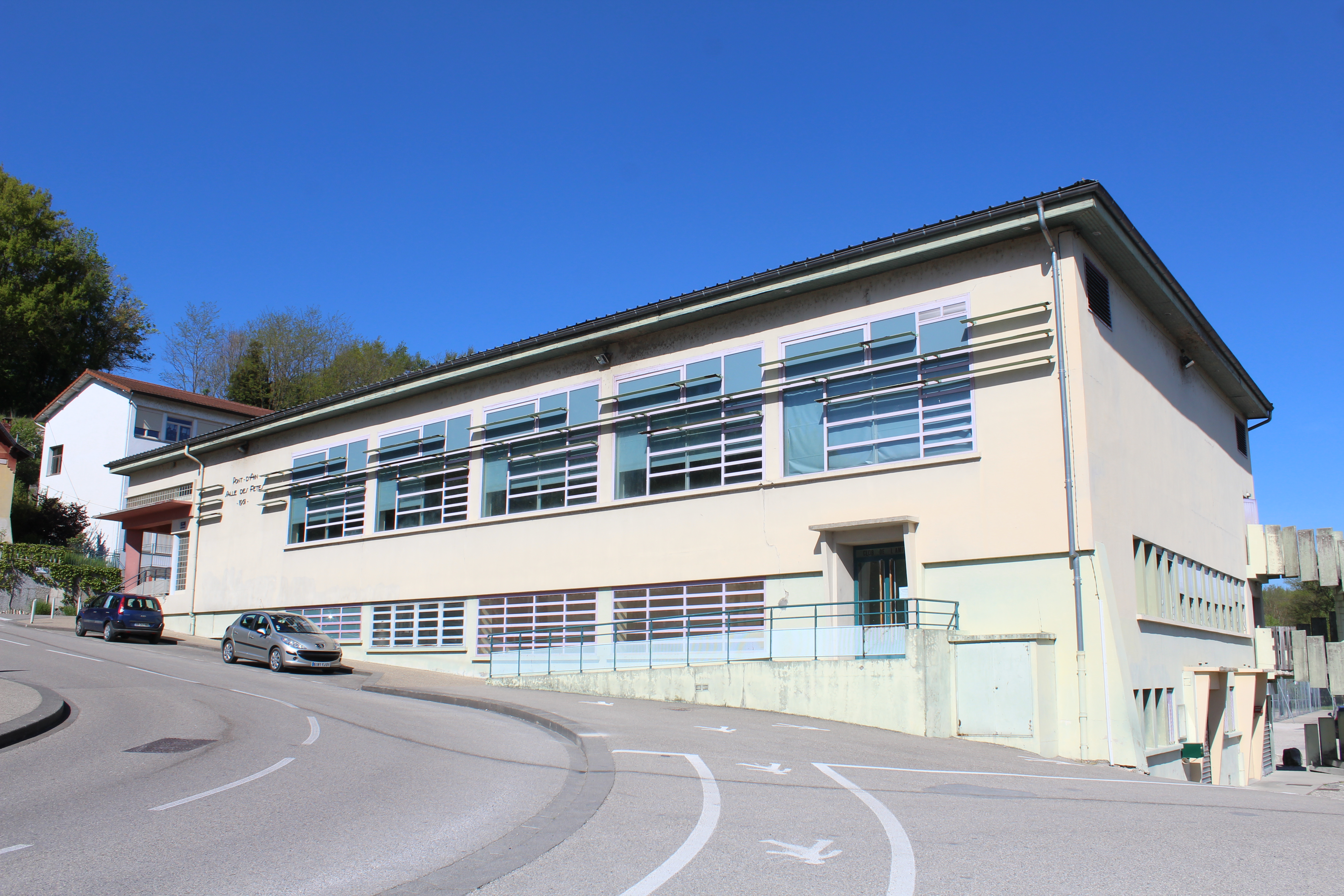
Gemeindefesthalle
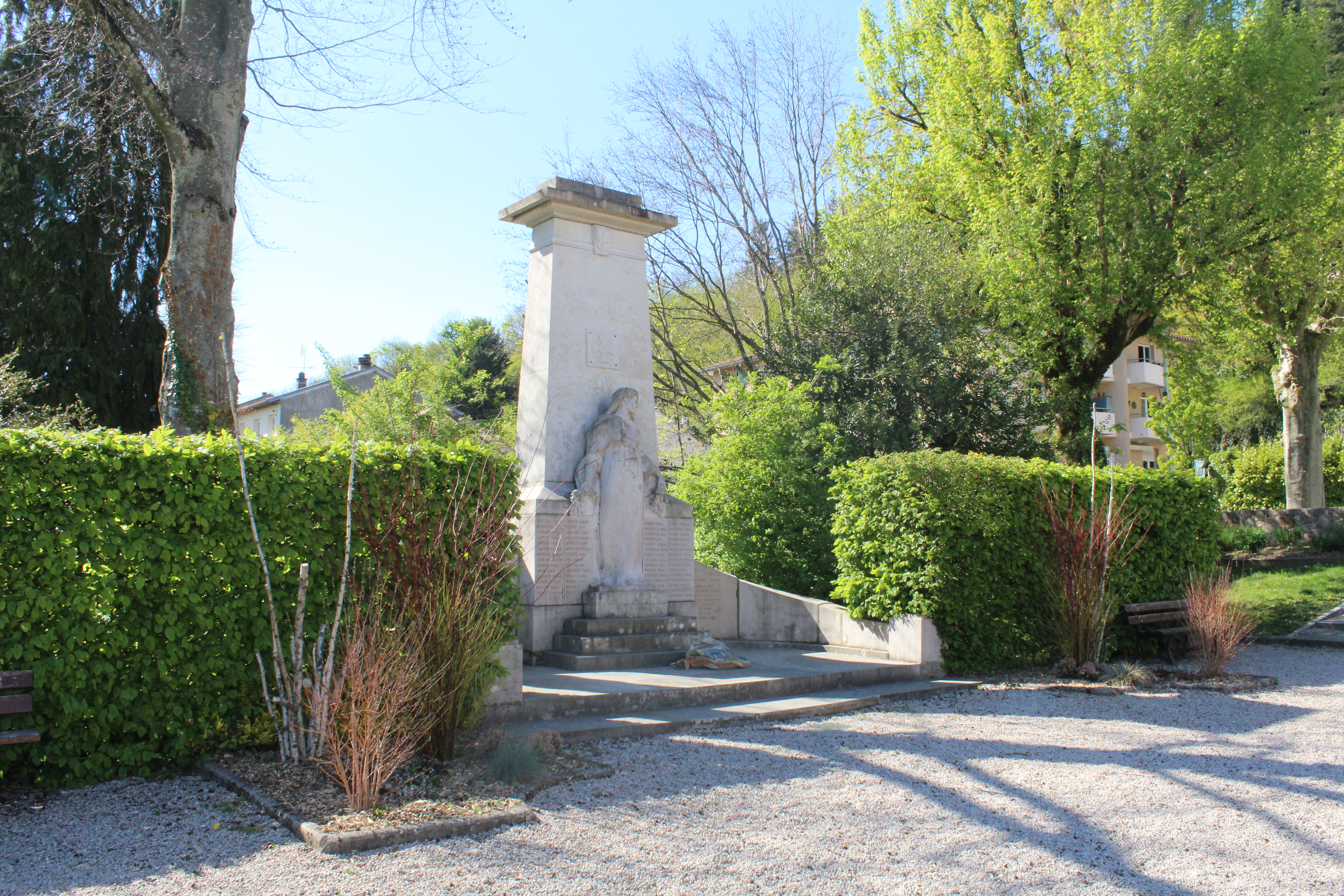
Gefallenendenkmal

- Schloss

- Himmelfahrtskirche
- Kirche Notre-Dame-de-Grâce
- Bahnhof
- Ehemalige Markthalle
- Gemeindefesthalle
- Gefallenendenkmal

## Verkehr
Pont-d’Ain hat einen Zugang zur Autoroute A42, das Stadtzentrum liegt nur circa einen Kilometer von der Abfahrt entfernt. Der Bahnhof Pont-d’Ain wird von den Nahverkehrszügen des TER Auvergne-Rhône-Alpes angefahren und verbindet die Gemeinde mit Bourg-en-Bresse und Ambérieu.

## Persönlichkeiten
- Luise von Savoyen (1476–1531), Mutter von König Franz I.
- Élisa Blondel (1811–1845), Malerin
- Henri Stoffel (1883–1972), Automobilrennfahrer
- Dominique Bathenay (* 1954), Fußballspieler